# Tichonice
Obec Tichonice se nachází v okrese Benešov, kraj Středočeský. Žije zde 211 obyvatel. Součástí obce jsou i vesnice Chochol, Kácovec, Kácovská Lhota, Pelíškův Most a Soušice.
Ve vzdálenosti 10 km jihozápadně leží město Vlašim, 21 km západně město Benešov, 29 km severovýchodně město Kutná Hora a 31 km východně město Světlá nad Sázavou.

## Historie
První písemná zmínka o obci pochází z roku 1365.

### Územněsprávní začlenění
Dějiny územněsprávního začleňování zahrnují období od roku 1850 do současnosti. V chronologickém přehledu je uvedena územně administrativní příslušnost obce v roce, kdy ke změně došlo:
- 1850 země česká, kraj České Budějovice, politický okres Benešov, soudní okres Vlašim[4]
- 1855 země česká, kraj Tábor, soudní okres Vlašim
- 1868 země česká, politický okres Benešov, soudní okres Vlašim
- 1937 země česká, politický i soudní okres Vlašim[5]
- 1939 země česká, Oberlandrat Německý Brod, politický i soudní okres Vlašim[6]
- 1942 země česká, Oberlandrat Praha, politický okres Benešov, soudní okres Vlašim[7]
- 1945 země česká, správní i soudní okres Vlašim[8]
- 1949 Pražský kraj, okres Vlašim[9]
- 1960 Středočeský kraj, okres Benešov
- 2003 Středočeský kraj, okres Benešov, obec s rozšířenou působností Vlašim

### Rok 1932
Ve vsi Tichonice (přísl. Pelíškův Most, 202 obyvatel) byly v roce 1932 evidovány tyto živnosti a obchody: hostinec, kovář, obchod se smíšeným zbožím, Spořitelní a záložní spolek pro Tichonice, trafika.
V obci Soušice (přísl. Kácovská Lhota, 268 obyvatel, samostatná obec se později stala součástí Tichonic) byly v roce 1932 evidovány tyto živnosti a obchody: hostinec, kovář, mlýn, 2 obuvníci, rolník, obchod se smíšeným zbožím, trafika.

## Doprava
Dopravní síť
- Pozemní komunikace – Do obce vedou silnice III. třídy.

- Železnice – Železniční trať ani stanice na území obce nejsou. Po druhém břehu Sázavy vede železniční Trať 212 Čerčany - Světlá nad Sázavou.

Veřejná doprava 2012
- Autobusová doprava – V obci zastavovaly autobusové linky jedoucí např. do těchto cílů: Kácov, Kolín, Louňovice pod Blaníkem, Ostředek, Vlašim.

## Turistika
- Cyklistika – Obcí vede cyklotrasa č. 19 Havlíčkův Brod – Zruč nad Sázavou – Tichonice – Český Šternberk – Davle.
- Pěší turistika – Po břehu Sázavy vede turistická trasa  Čerčany – Český Šternberk – Tichonice – Kácov – Zruč nad Sázavou.

## Galerie

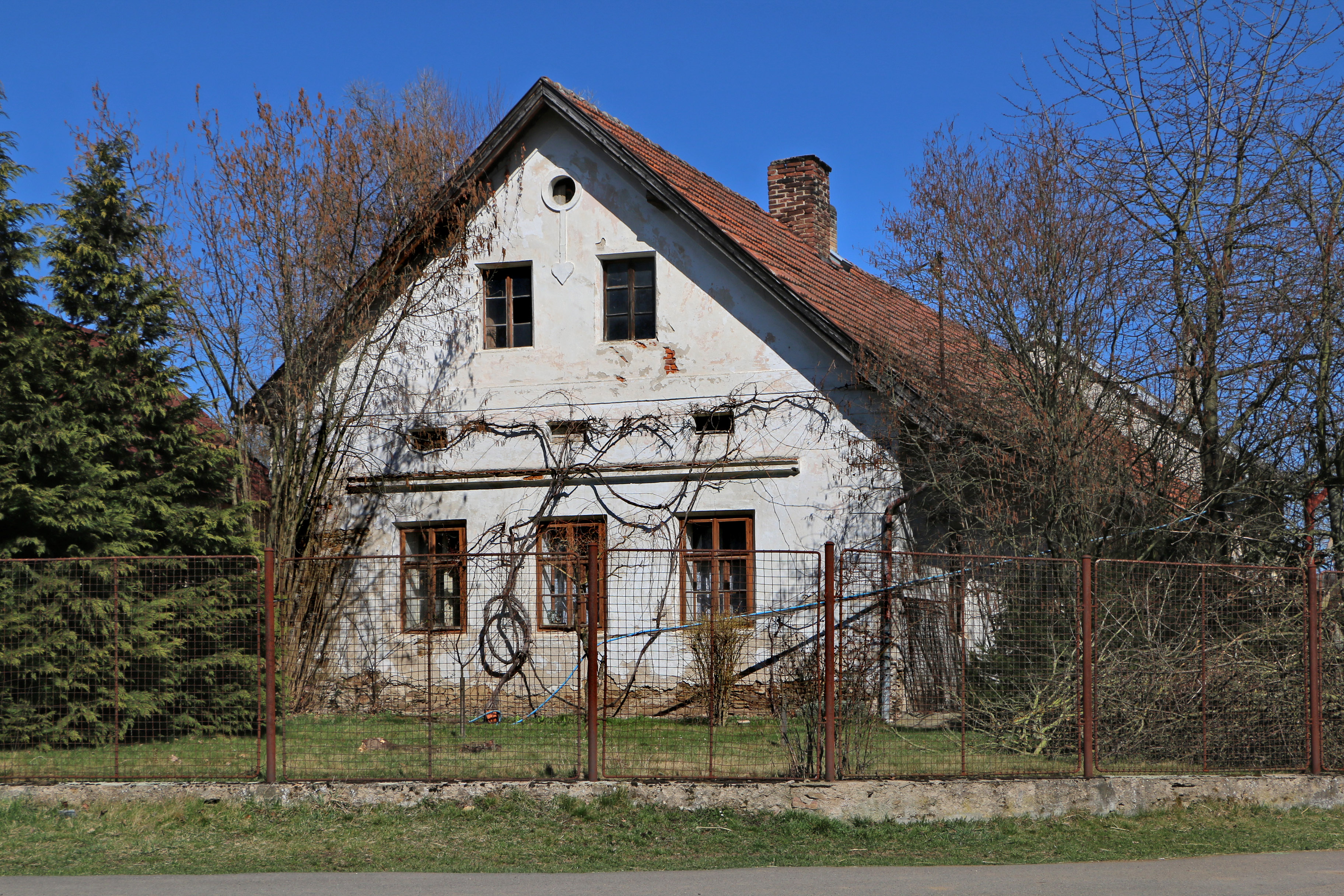
Dům čp. 15
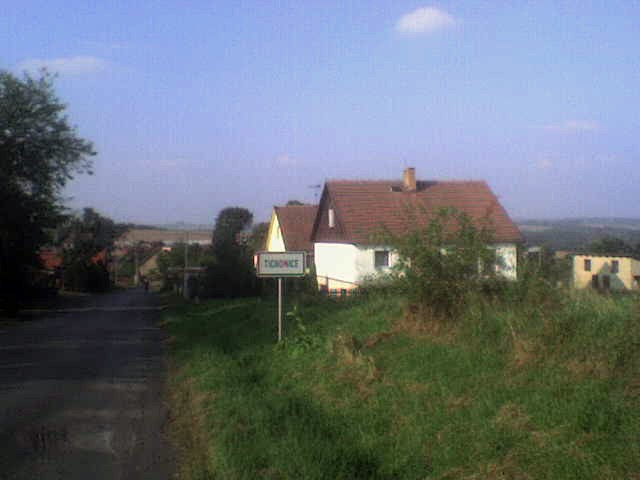
Příjezd do obce
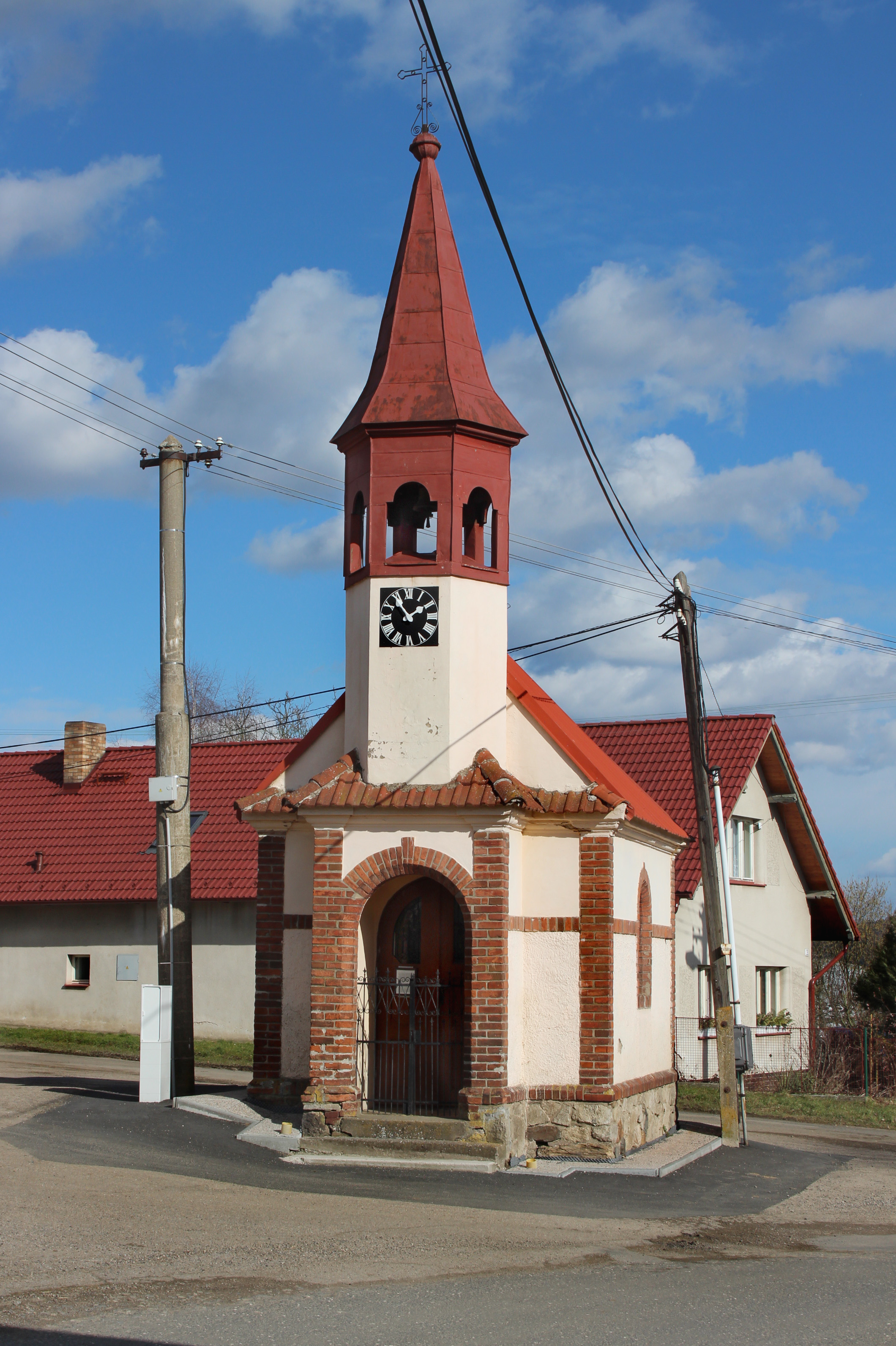
Kaple na návsi
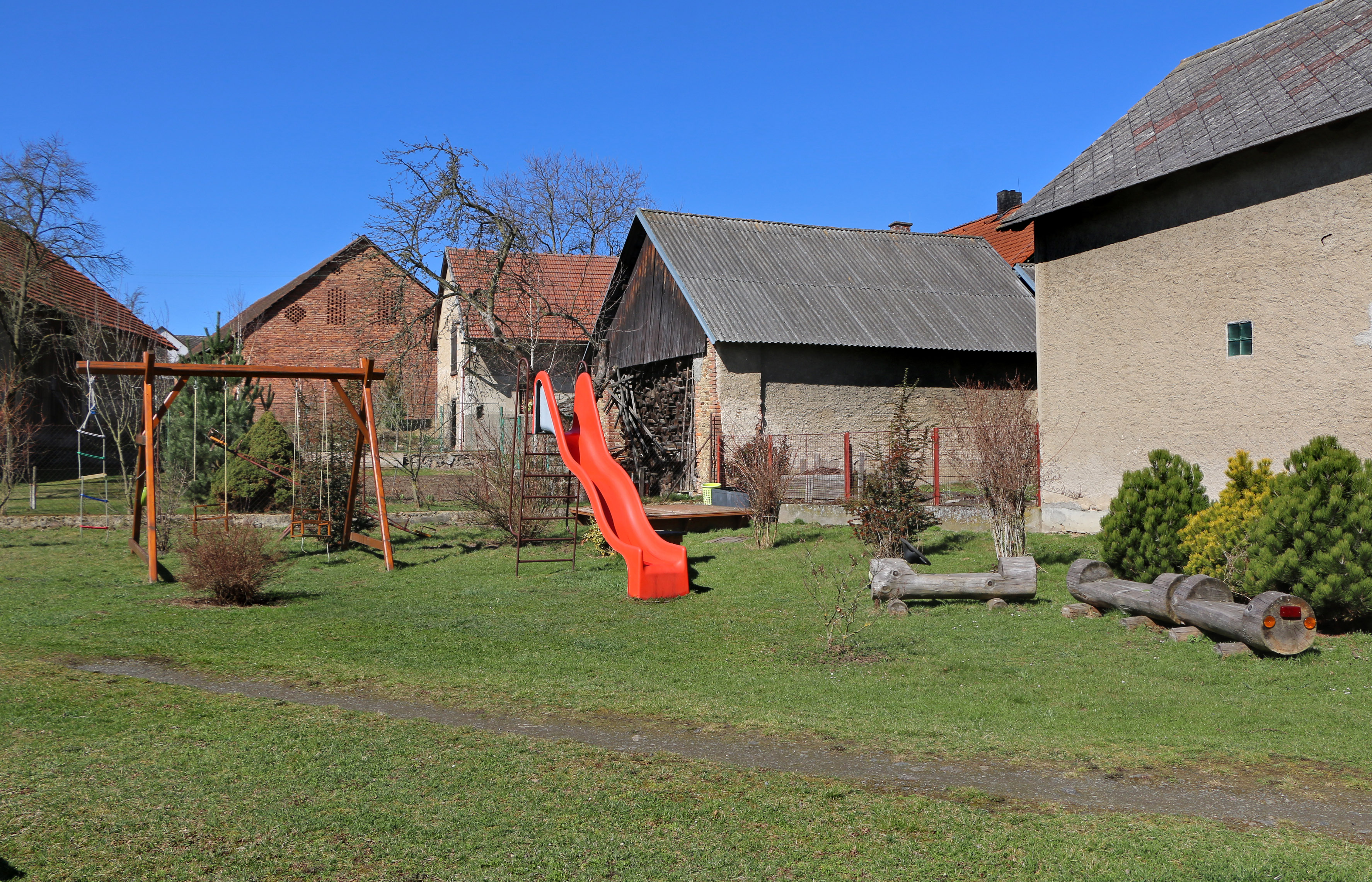
Dětské hřiště
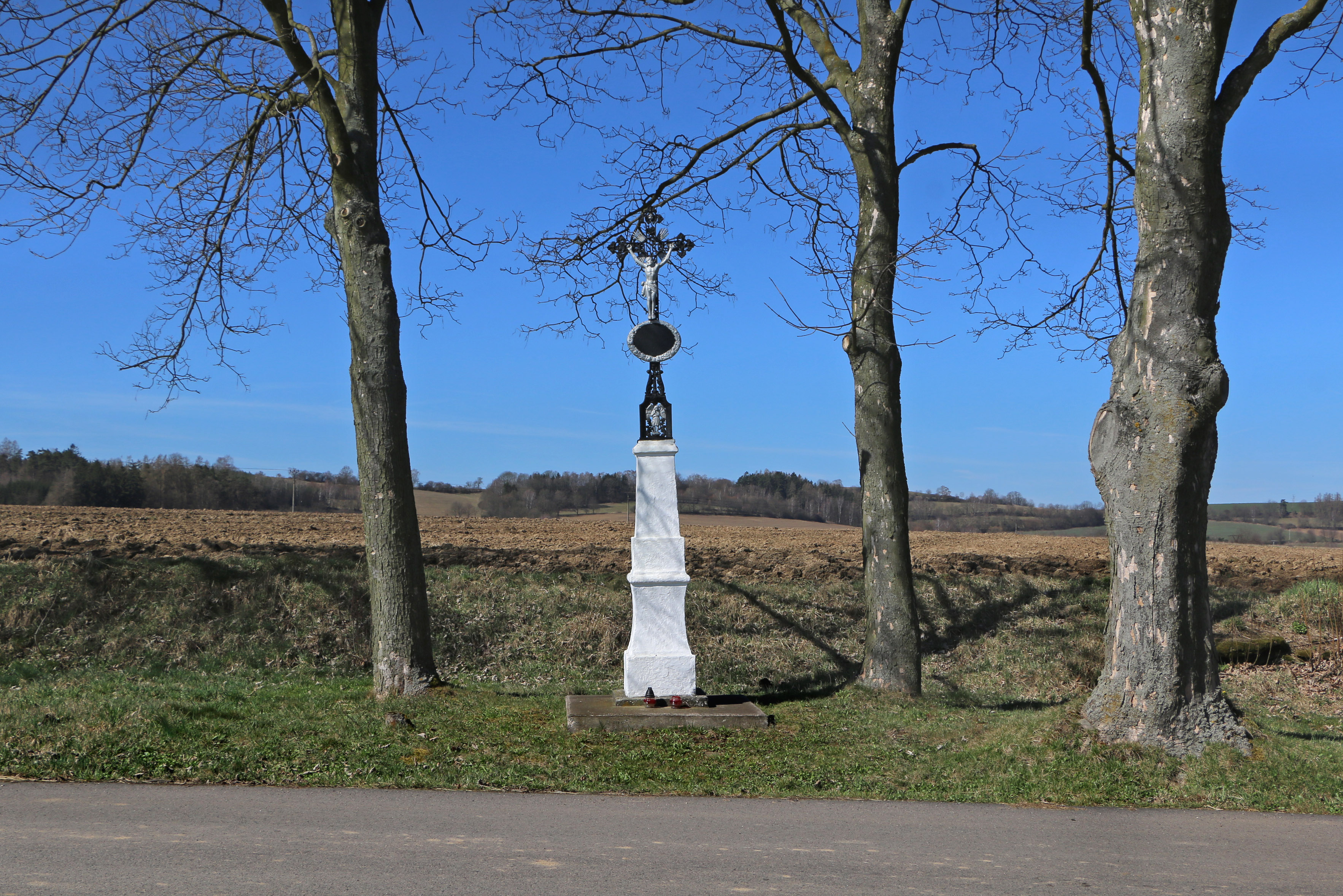
Křížek nad vsí